# Konrad Barner
Konrad Barner (født 26. oktober 1836 på Eskilstrup ved Ringsted, død 13. august 1903 i Wiesbaden) var en dansk toldembedsmand og personalhistoriker, bror til Sophus Barner.

## Karriere
Han var søn af hofjægermester Leopold Otto Theodor Barner til Eskildstrup og Julie Aurelia f. Munck. Efter 1856 at være blevet student fra Herlufsholm tog han 1862 statsvidenskabelig eksamen og fik året efter ansættelse i Generaldirektoratet for Skattevæsenet, hvor han var assistent, da han 1875 udnævntes til overtoldinspektør i København. Fra nytår 1891 forflyttedes Barner til Aarhus som overtoldinspektør for Nørrejylland. Han kom 1894 tilbage til København, nu som overtoldinspektør for Østifterne, i hvilket embede han virkede til 1902, da han fik afsked. 1876-91 var han medlem af Københavns Havneråd.
Barner blev 1866 kammerjunker og fik 1877 kammerherrenøglen. Han blev Ridder af Dannebrogordenen 27. april 1878, Dannebrogsmand 20. marts 1882 og Kommandør af 2. grad 24. marts 1902. Barner bar en række udenlandske ordener.

## Personalhistoriker
Foruden at have gjort sig bemærket som dygtig embedsmand var Barner optaget af slægtsforskning. Han udgav et omfangsrigt arbejde, 1. del af Familien Rosenkrantz' Historie (1874), hvis fortsættelse hans embedspligter nødsagede ham til at overlade til andre (Arnold Heise). Gennem en årrække samlede han et stort materiale til sin egen slægts historie, der under titlen Beiträge zur Geschichte der Familie von Barner blev offentliggjort i gennemarbejdet skikkelse af arkivregistrator F. Rusch, I-II, Schwerin, 1910–11, idet dog Barner står som det bredt anlagte værks hovedforfatter. (Se Barner under «Eksterne kilder og henvisninger»!)
Konrad Barner blev gift 24. april 1863 i Garnisons Kirke med Nanna Elisabeth Iselin Fabritius de Tengnagel (12. september 1836 i Odense – 25. juli 1883 i København), ejer af det Rosenfeldtske fideikommis, datter af major Mathias Leth Fabritius de Tengnagel (1770-1859) og Vilhelmine Frederikke Augusta von Romer (1814-1891).
Barner er begravet i familiegravstedet i Bülow i Mecklenburg.
Han er gengivet i et litografi af Wilhelm Otto Bentzon 1878, efter foto. Portrætmaleri af Watzelhahn, Wiesbaden, 1901. Fotografier.